# Col de Fauniera
Le col de Fauniera est un col des Alpes italiennes situé à 2 481 mètres d'altitude dans le Piémont.

## Géographie
Le col de Fauniera se trouve à 1,5 km au sud du col d'Esischie, d'où il est possible de descendre dans la Valle Maira voisine. À l'est du col se trouve la Cima Fauniera et la Punta Fauniera, tandis que la Cappelletta dell'Assunta se dresse à l'ouest du col. Juste en contrebas du col, près du refuge de la Fauniera, il y a la source du ruisseau Grana.

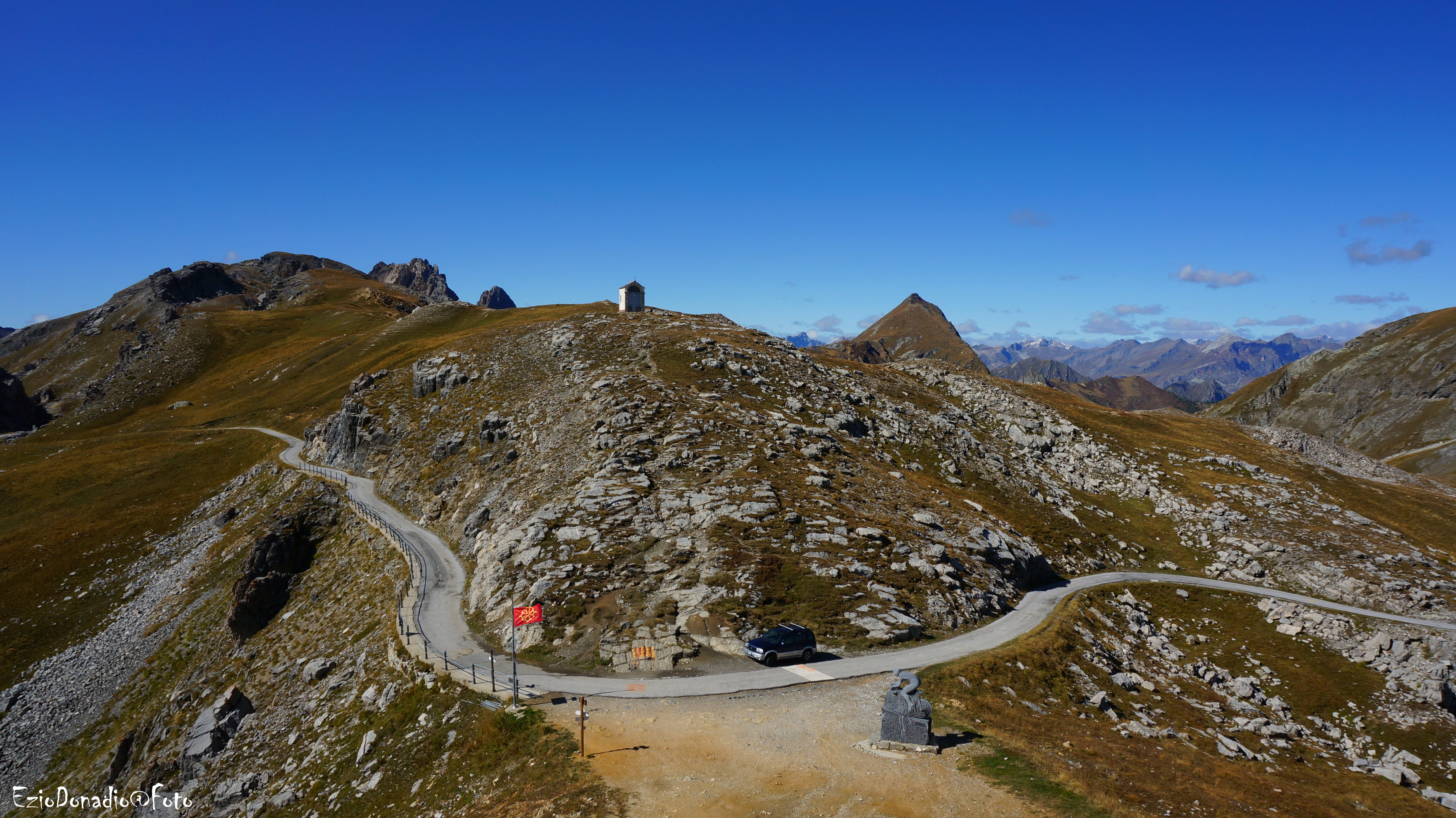
Vue plongeante sur le col.
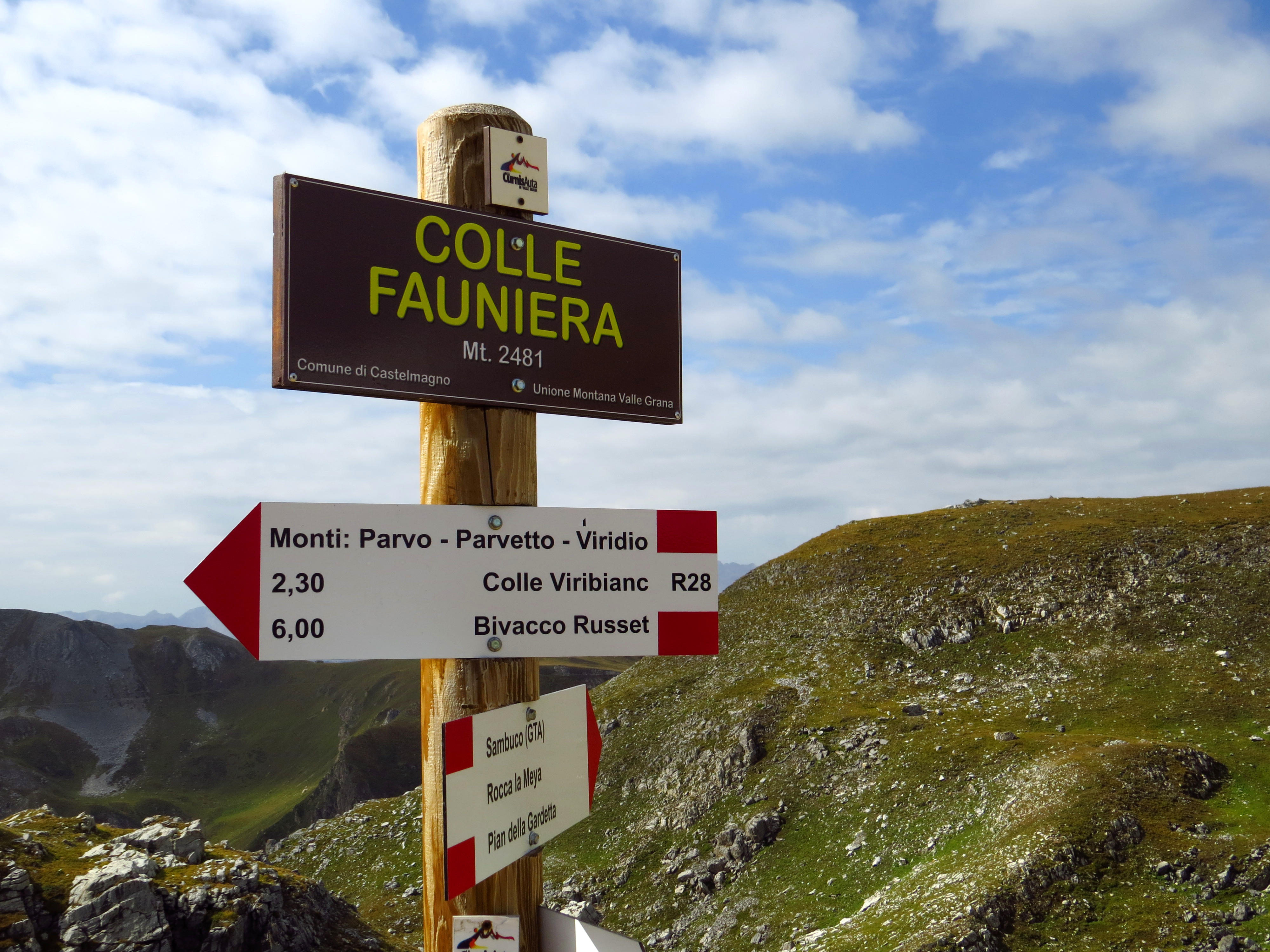
La signalétique au col.
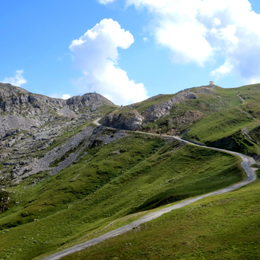
Vue sur le col depuis Castelmagno.

## Cyclisme
Le col de Fauniera n'a été gravi qu'une seule fois par les coureurs du Giro, en 1999, par le versant est (versant Pradlèves), dans l'étape entre Bra et Borgo San Dalmazzo, remportée par Paolo Savoldelli. À cette occasion, Marco Pantani a attaqué dans la montée, remportant le maillot rose à la fin de l'étape, jusqu'alors sur les épaules de Laurent Jalabert.
L'édition du Giro 2001 aurait dû passer par ce col lors de l'étape reliant Imperia au sanctuaire de Sant'Anna di Vinadio, mais les cyclistes se sont mis en grève après le blitz de San Remo, la nuit précédente, et l'étape a été annulée. Quelques années plus tard, en 2003, le col a été presque entièrement gravi par les athlètes qui, à 1,5 km du col, ont détourné leur route vers le col d'Esischie.
Au col, un monument a été placé à la mémoire de Marco Pantani qui, lors du Giro 1999, a été l'auteur d'une étape mémorable. Il y a aussi une chapelle dédiée à la Vierge Marie sur une colline, en surplomb du col.